# درگذشت فاطمه زهرا
درگذشت فاطمه زهرا یکی از چالش‌های تاریخی-اعتقادی میان منابع مسلمان است.
فاطمه دختر محمّد ملقّب به زهرا (به عربی: فاطِمَةُ الزَّهراء بنت محمّد؛ ۲۰ جمادی‌الثانی بین ۳۵ تا ۴۵ عام‌الفیل برابر ۱۸ تا ۸ پیش از هجرت – ۱۳ جمادی‌الاول یا ۳ جمادی‌الثانی ۱۱ هجری قمری) دختر محمّد و خدیجه، همسر علی بن ابی‌طالب، و مادر حسن بن علی و حسین بن علی است. او کوچک‌ترین دختر محمّد و تنها فرزندش بود که از خود فرزندانی باقی گذاشت.

## زمینه تاریخی
زندگی فاطمه زهرا مقارن با دورهٔ تبلیغ اسلام توسط محمّد بوده‌است. محمّد ۱۳ سال به تبلیغ اسلام در مکّه پرداخت. شمار اندکی به وی گرویدند که با مخالفت قبیلهٔ قُرَیش و بعضی دیگر از قبیله‌های عرب روبه‌رو شدند و آزار دیدند. محمّد همراه با پیروانش برای رهایی از این وضع، در سالی که بعدها مبدأ تقویم هجری خورشیدی و هجری قمری شد، به شهر یَثرِب — که مَدینَةُالنَّبی («شهر پیامبر») نامیده شد — هجرت کرد. او در مدینه قبایلِ در حال ستیزِ اوس و خَزرَج را متّحد کرد و برپایهٔ مسلمانان مهاجر مکّه و ساکنان اصلی مدینه اجتماع و دولتی نوین را تأسیس کرد، که آن را اُمَّت نامید. سپس، میان مسلمانان و قبایل مکّه و هم‌پیمانانشان جنگ درگرفت و سرانجام پس از هشت سال محمّد با پیروانش، که تا آن زمان به بیش از ده‌هزار می‌رسیدند، شهر زادگاهش را فتح کرد. پس از فتح مکّه رفته‌رفته بیشتر اهالی شبه‌جزیره عربستان به اسلام گرویدند و امّت اسلام به سراسر این سرزمین گسترش یافت.
در پایان سال دهم (۶۳۲ میلادی) پس از هجرت، محمّد آخرین حج و اولین حج کامل را انجام داد و از این طریق تمام جزئیات مراسم حج را به پیروانش توضیح داد. طی این واقعه (حجةالوداع و تعلیم اعمال حج) رخ داد، در بازگشت به مدینه و در بین راه، محمد به صورت ناگهانی به مدت سه روز در محلی به نام غدیر خم توقف کرد و با جمع‌کردن حجاج خطبه‌ای خواند و در آن جمله «هر که من مولای اویم پس علی مولای اوست» را با بلندکردن دست علی در برابر جمعیت گفت. واژهٔ «مولا» در عربی به دو معنای «دوست» و «رهبر» است. تفاسیر شیعه آیهٔ ۳ سورهٔ مائده را به انتصاب علی (به عنوان جانشین محمّد) در این قضیه نسبت می‌دهند. اهل سنت معتقدند که عده‌ای از تقسیم غنایم در اردوکشی به یمن که توسط علی انجام شده ناراضی بودند و محمد در پاسخ به آن‌ها علی را دوست خویش معرفی کرد تا ناخشنودی آنان را فرونشاند. محمّد ده سال پس از هجرت، چند ماه پس از بازگشت از حَجَّةُالْوِداع، بیمار شد و درگذشت. برخی روایات و منابع علت بیماری محمد را مسمومیت بر اثر زهر دانسته‌اند.
به گزارش منابع اسلامی، عباس، فضل بن عباس، قثم بن عباس، اسامه بن زید بن حارثه و یک غلام نیز در مراسم غسل و کفن پیامبر شرکت داشتند و به علی در این امر کمک کردند. با این وجود مرتضی عاملی این گزارش‌ها را با واقع مطابق نمی‌داند و به آنها خدشه وارد می‌کند و مدعی است علی، به تنهایی پیامبر را غسل و تدفین کرد. در همان هنگام، گروهی از صحابه در سقیفه بنی ساعده جمع شدند تا جانشین محمد را تعیین نمایند. انصار در سقیفه بنی ساعده از سعد بن عباده حمایت می‌کردند، اما مهاجران این را نپذیرفتند و خود را از لحاظ خویشاوندی نزدیک‌تر به محمد می‌دانستند. عمر بن خطاب، ابوبکر را به عنوان جانشین در سقیفه نامزد کرد و بقیه حمایت خود را افزودند و ابوبکر به عنوان اولین خلیفه مسلمین انتخاب شد. پوناوالا می‌نویسد تاریخ‌نگاران مسلمان اتفاق نظر دارند که بحران موجود در این برهه، توسط سه تن از مهاجران مشهور به نام‌های ابوبکر و عمر و ابوعبیده جراح برطرف گردید. آنان انصار را جمع کرده و به آن‌ها ابوبکر را تحمیل کردند. حسادت بین دو قبیلهٔ مهم انصار به نام اوس و خزرج و عدم فعالیت بنی‌هاشم در تبلیغ نظرشان، موفقیت این سه تن را تسهیل نمود. در میان مهاجران عده‌ای نیز به رهبری علی و شامل زبیر، طلحه، عباس بن عبدالمطلب، مقداد، سلمان فارسی، ابوذر غفاری و عمار بن یاسر، علی را وارث مشروع محمد می‌دانستند. این انتخاب باعث اختلاف بین هواداران ابوبکر و طرفداران علی شد. طرفداران علی قائل بودند که علی توسط شخص محمد به جانشینی منصوب شده‌است و بنابراین مقام خلافت باید از آن وی باشد. علاوه بر آن، طبری در تاریخ خود نقل کرده‌است که گروهی از مخالفان ابوبکر از جمله زبیر در خانهٔ فاطمه گرد آمدند و عمر با تهدید به آتش زدن خانه، آن‌ها را بیرون کشاند. علی بعداً مکرر می‌گفت که اگر چهل یاور داشت قیام می‌کرد. به نوشته پوناوالا علی و بنی‌هاشم تا قبل از درگذشت فاطمه (حدود شش ماه) از بیعت با ابوبکر سر باز زدند. علی بر روی حقش پافشاری ننمود، چرا که تمایل نداشت امت نوپای اسلام دچار کشمکش گردد.

## تاریخ درگذشت
دربارهٔ تاریخ درگذشت فاطمه زهرا تاریخ‌نویسان قول‌های مختلفی نقل کرده‌اند. به‌نوشتهٔ ولیری فاطمه شش ماه پس از درگذشت پدرش از دنیا رفت. برخی منابع سی یا سی و پنج روز پس از درگذشت محمّد گفته‌اند. برخی دیگر چهل و پنج روز یا هفتاد و پنج روز از آن تاریخ ذکر کرده‌اند؛ و دیگر منابع قول نود و پنج روز را نقل کرده‌اند.

## علت درگذشت
جوینی عالم بزرگ اهل سنت در فرائد السمطین، این گونه روایت می‌کند: "روزی پیامبر نشسته بود، حسن بن علی بر او وارد شد، دیدگان پیامبر که بر حسن افتاد، اشک آلود شد، سپس حسین بن علی بر آن حضرت وارد شد، مجدداً پیامبر گریست. در پی آن دو، فاطمه و علی  بر پیامبر وارد شدند، اشک پیامبر با دیدن آن دو نیز جاری شد، وقتی از پیامبر علت گریه بر فاطمه را پرسیدند، فرمود: زمانی که فاطمه را دیدم، به یاد صحنه‌ای افتادم که پس از من برای او رخ خواهد داد، گویا می‌بینم ذلت وارد خانهء او شده، حرمتش پایمال گشته، حقش غصب شده، از ارث خود ممنوع گشته، پهلوی او شکسته شده و فرزندی را که در رحم دارد، سقط شده؛ در حالی که پیوسته فریاد می‌زند: وا محمداه!؛ ولی کسی به او پاسخ نمی‌دهد، کمک می‌خواهد؛ اما کسی به فریادش نمی‌رسد. او اول کسی است که از خاندانم به من ملحق می‌شود؛ و در حالی بر من وارد می‌شود که محزون، گرفتار و غمگین و شهید شده است. و من در اینجا می‌گویم: خدایا لعنت کن هر که به او ظلم کرده، کیفر ده هر که حقش را غصب کرده، خوار کن هر که خوارش کرده و در دوزخ مخلد کن هر که به پهلویش زده تا فرزندش را سقط کرده و ملائکه آمین گویند."
به گفته دانشنامه اسلام، فاطمه مدت کوتاهی بعد از درگذشت محمد بیمار شد. اغلب منابع می‌گویند رابطه او با ابوبکر تا پایان عمرش قهرآمیز باقی ماند، اما گروهی دیگر از آشتی میان آن دو روایت کرده‌اند. روایتی که معمولاً نقل می‌شود این است که او در آخرین لحظات عمر، با شستشوی بدن خود را برای مرگ آماده کرد و به اسما بنت عمیس که در آن لحظات به او کمک می‌کرد، سپرد که هیچ‌کس محل دفن او را نداند. سپس در تخت پاکیزه‌ای که در وسط اتاق بود دراز کشید و به استقبال مرگ رفت. منابعی که این روایات را نقل کرده‌اند قصد دارند نشان دهند فاطمه در آرامش درگذشت که این در تضاد با دسته دیگری از منابع است؛ در منابعی مانند یعقوبی آمده‌است که فاطمه همسران محمد و زنان قریش که در زمان بیماری به عیادتش رفته بودند را سخت ملامت کرد و از اَسما خواست به عایشه اجازه ورود ندهد.
دربارهٔ سقط محسن و علت درگذشت فاطمه زهرا نقل‌ها و نظرات گوناگونی میان اهل سنت و شیعه درجریان بوده‌است. مجدالدین فیروزآبادی در اَلْقاموسُ الْمُحیط، مَجدِالدّین بن اَثیر به نقل از ابن‌عباس در جامِعُ الاُصول، ذَهَبی در سِیْرُ اَعْلامِ النُّبَلاء، عَسْقَلانی در الإصابه، ابن کثیر در اَلْبِدایَة و النَّهایَة، عبدالله بَحْرانی اصفهانی در عَوالِمُ الْعُلوم به نقل از مُوَفَّق بن احمد خوارزمی در مَقتَلُ الْحُسَیْن و ابن شهرآشوب در مَناقِب به بیان وجود محسن پرداخته‌اند بدون آن‌که سبب درگذشت را ذکر کنند. کُلِیْنی در الکافی، صَفوری شافِعی در نُزْهَةُالْمَجالِس و مُنْتَخَبُ‌النَّفائِس، شیخ مفید در الإرشاد خبر سِقطِ محسن را بدون بیان علت آن گزارش کرده‌اند. شیخ طَبْرِسی در إعْلامُ الْوَریٰ و علّامه حِلّی در اَلْمُسْتَجاد مِن کِتابِ الإرشاد مطلب مفید را نقل کرده‌اند. جمال‌الدّین مُحَدِّث هِرَوی در اَلاَربَعین، محمد بن طلحه شافعی در مَطالِبُ السَّئول، ابراهیم طِرابلُسی حَنَفی در نقل شجره‌نامهٔ علی بن ابی‌طالب در کتاب اُولادِ الإمام علی نیز سقط محسن را بدون بیان علت نقل کرده‌اند. مُطَّهَر بن طاهِر مَقْدِسی در اَلْبَدْءِ و التّاریخ در بخش ذکر نوادگان پیامبر، محسن را نام می‌برد و می‌گوید که محسن در کودکی مرد، اما به‌باور شیعه در اثر ضربهٔ عمر سقط شد. حُرِّ عامِلی در اِثباتُ الْهُداة از مقدسی خبر سقط محسن به‌خاطر ضرب و جرح فاطمه زهرا توسط عمر و انتساب آن به شیعه را نقل می‌کند و این‌که مقدسی به روایت بلاذری نیز اشاره می‌کند. عِمادُالدّین طَبَری در کامِل بَهائی، علی بن محمّد عُمَری در اَلْمَجدی، اِبن قُتَیْبه در المعارف، ابن سعد جزایری در الإمامه نیز مطلب را این‌گونه بیان می‌کنند. تاج‌الدّین حسینی در اَلتَّتِمَّةُ فی تَواریخِ الْأئِمَّة، علّت درگذشت فاطمه زهرا را نیز ضرب و جرح توسط عمر و سقط محسن می‌داند. باقر شریف قُرِشی با استناد به منابع اهل سنت و شیعه، سقط جنین فاطمه را — که در اثر صدمات و جراحات وارده در حین رویداد خانهٔ فاطمه اتفاق افتاد و منجر به شکستگی پهلو فاطمه زهرا شد — بیان می‌کند. به‌گزارش او، محمّد شهرستانی در اَلْمِلَلُ و النِّحَل، اِبنِ حَجَرِ عَسْقَلانی در لِسانُ الْمیزان، مسعودی در اِثباتُ الْوَصیَّة، شمس‌الدین ذهبی در میزانُ الإعتِدال، ابن شهرآشوب به نقل از المعارف ابن قتیبه در مَناقِبُ آلِ ابی‌طالب، صَلاح‌الدّین صَفْدی در اَلْوافی بِالْوَفَیات، طبری در دَلائِلُ الإمامَة، طَبْرِسی در اَلإحتِجاج و محمدباقر مجلسی در بحارالانوار این مطلب را بیان کرده‌اند. شیخ مفید در الاختصاص به نقل از جعفر صادق گزارش کرده‌است که عمر، فاطمه زهرا را در مسیر حرکت به خانه‌اش در حالی که قباله فدک در دست داشت، مورد ضرب و شتم قرار داد و با لگد به شکم او کوفت که سبب سقط جنین و مرگ او بر اثر بیماری عارض شده از این حمله بوده‌است. این روایت را مجلسی در بحارالانوار گزارش می‌کند. در روایتی دیگر در همین کتاب، علت مرگ، لگدی عنوان شده‌است که عمر به درب خانه فاطمه زده‌است.
سید جعفر مرتضی عاملی در کتاب مَأساةُ الزَّهراء به بررسی اقوال مختلف در این‌باره می‌پردازد و می‌گوید که ابن قتیبه در المعارف این مطلب را آورده، اما در دوره‌های بعدی نوشتهٔ او تحریف شده‌است. در این راستا او به نقل ابن شهرآشوب و گنجی شافعی از المعارف اشاره می‌کند، که با مطلب اولیه تطابق دارد. عاملی ادامه می‌دهد که شهرستانی سخن نَظّام در این‌باره را نقل می‌کند، اما آن را دروغ و فریب می‌داند. بغدادی، مَقْریزی و صَفْدی نیز نقل نظّام را بیان می‌کنند؛ و این‌ها درحالی‌است که به‌قول جاحِظ، نظّام شدیدترین مردم در اعتراض به رافِضیان به‌خاطر طعن آنان بر صحابه بود. عاملی گزارش ابن سعد را نیز در این‌باره نقل می‌کند. عاملی می‌گوید ابن ابی الحدید ضرب و جرح فاطمه زهرا و سقط جنین او را از امور شنیع و زشتی می‌داند که فقط شیعه از آن‌ها نام می‌برد و از نظر دانشمندان اهل سنّت بی‌اساس است. اما خودش ماجرای سقط محسن را از استادش نقل کرده و با ذکر داستان هَبّار بن اَسوَد، از موضع پیامبر در این‌باره از وی پرسیده و استادش نیز در پاسخ گفته که این مسئله از نظرش متعارض است و در این‌باره نظر خاصی ندارد. ابن ابی الحدید رویداد خانهٔ فاطمه را تنها در برخی موارد درست می‌داند، اما آتش زدن و دیگر کارها را بعید و آن‌ها را تنها در نقل شیعه می‌داند، اما در همان‌حال می‌گوید که علاوه‌برآن عده‌ای از اهل حدیث هم مانند آن روایت کرده‌اند.

## دفن و آرامگاه
بنابر روایات شیعه، فاطمه وصیت کرده‌بود دوست ندارد افرادی که به او ستم کردند و اسباب خشم و غضب او را فراهم کردند، بر پیکرش نماز بخوانند و در تشییع او حاضر شوند؛ ازاین‌رو خواسته‌بود او را مخفیانه تشییع و دفن کنند و محل دفن او مخفی بماند. علی به کمک اَسماء بِنت عُمِیس، همسرش را غسل داد و خود بر پیکرش نماز خواند. به‌جز علی چند نفر دیگر نیز در نماز شرکت کردند، که در مورد تعداد و نام افراد اختلاف وجود دارد. طبق نقل‌ها، حسن مجتبی، حسین، عباس بن عبدالمطلب، مِقداد، سلمان، ابوذر، عمّار، حُذَیْفه، عَقیل، زبیر، عبدالله بن مسعود، بُرَیْده و فضل بن عباس در این نماز شرکت داشتند.
به‌گفتهٔ ولیری، بیشتر منابع اوّلیه خاکسپاری فاطمه را شبانه، نهانی و بی حضور ابوبکر و عمر می‌دانند؛ ولی قول‌هایی نیز هست که ابوبکر در مراسم خاکسپاری حاضر بوده و نماز میت بر فاطمه خوانده‌است. دنیس سوفی بر آن است که به خاطر تواتر روایت‌های رنجش فاطمه از ابوبکر، چنین می‌نماید که مراسم کفن و دفن فاطمه به‌خواستهٔ خودش شب‌هنگام برگزار شده تا ابوبکر، به‌عنوان رئیس اجتماع اسلامی، نتواند در مراسم تشییعش دستی داشته‌باشد.
بگفتهٔ قول غالب، مرگ او در آرامش بود. او خودش را با کمک همسرش شستشو می‌دهد و در آرامش به استقبال مرگ می‌رود. اما این در تضاد با روایتی است که در منابعی مانند یعقوبی آمده‌است. این منابع چنین می‌گویند که زنان قریش و همسران محمد به دیدن فاطمه می‌آیند. اما فاطمه به اسما بیوه جعفر ابن ابی طالب، می‌گوید که از ورود آنان جلوگیری کنند؛ زیرا فاطمه در وضع بسیار بدی بود و در اثر بیماری بسیار نحیف شده بود. به مانند سایر اتفاقات زندگی خصوصی فاطمه، درگذشت او نیز در هاله‌ای از ابهام است. به گفته دانشنامهٔ اسلام اکثریت منابع اولیه تدفین فاطمه را شبانه، مخفی و بدون حضور ابوبکر و عمر می‌دانند. اما نقل قول‌هایی نیز وجود دارد که ابوبکر در مراسم تدفین حضور داشته و نماز میت را او بر فاطمه خوانده‌است. تقریباً تمام منابع موافق هستند که فاطمه در قبرستان بقیع دفن شده‌است و به نوشته دانشنامهٔ اسلامی بعضی منابع محل قبر را نیز مشخص می‌کنند. به نوشته این منابع محل دفن فاطمه در کنار مسجد رقیه (نام زنی که مسجد را بنا کرده‌است) در گوشه‌دار عقیل (برادر علی)، به فاصلهٔ هفت ذراع از خیابان است. اما طبق گفته سایر منابع بعد از دفن یا مدتی بعد از آن دیگر محل دفن نامعلوم بود. المسعودی می‌نویسد که مقبره‌ای وجود داشته‌است که در کتیبه موجود در آن مقبره، نام فاطمه و سه نفر دیگر از خاندان علی به عنوان صاحبان مقبره نوشته شده بود (مسعودی تنها کسی است که چنین جزئیاتی را بیان می‌کند). اما المقدسی مقبرهٔ فاطمه را در فهرست مکان‌هایی قرار می‌دهد که در مورد آن اختلاف نظر وجود دارد اما محتمل است که فاطمه «فی الحجره» دفن شده باشد.
به‌گفتهٔ ولیری در دانشنامهٔ اسلام، تقریباً تمام منابع موافق هستند که فاطمه در قبرستان بقیع دفن شده‌است و بعضی منابع محل قبر را نیز مشخص می‌کنند. به‌نوشتهٔ این منابع محل دفن فاطمه در کنار مسجد رقیّه (نام زنی که مسجد را بنا کرده‌است) در گوشهٔ خانهٔ عقیل — برادر علی — به‌فاصلهٔ هفت ذِراع از خیابان است. اما طبق گفتهٔ سایر منابع بعد از دفن یا مدتی پس از آن، دیگر محل دفن نامعلوم بود. مسعودی می‌نویسد مقبره‌ای وجود داشته‌است که در کتیبهٔ موجود در آن مقبره، نام فاطمه و سه نفر دیگر از خاندان علی به‌عنوان صاحبان مقبره نوشته شده‌بود. اما مسعودی تنها کسی است که چنین جزییاتی را بیان می‌کند. در این مقبره سه امام شیعه آرمیده‌اند و قبر دیگر، امروزه به فاطمه بنت اسد منسوب است. مقدسی مقبرهٔ فاطمه را در فهرست مکان‌هایی قرار می‌دهد که دربارهٔ آن اختلاف‌نظر وجود دارد اما محتمل است که فاطمه «فِی الْحُجْره» (در خانه‌اش) دفن شده‌باشد. در منابع شیعه احتمال دفن در بقیع از اهمّیّت کمتری برخوردار است. به‌گفتهٔ سید مرتضی عسکری، آخرین احتمال دربارهٔ محل دفن فاطمه زهرا، خانهٔ اوست. این امکان با چندین سند معتبر پشتیبانی می‌شود. اسناد اصلی این ماجرا از اهل بیت دریافت می‌شود؛ زیرا آنان اعضای اصلی خانهٔ پیامبر هستند که دربارهٔ این موضوع بهتر از دیگران می‌دانند. برخی از پژوهشگران بر این باورند که براساس حدیثی از پیامبر، فاطمه در روضهٔ نبوی، میان منبر و مدفن محمد، دفن است. این احتمال با احادیثی از جعفر صادق و علی بن موسی الرضا تقویت می‌شود. درمجموع، فقهای شیعه برای زیارت فاطمه زهرا سه مکان را در اولویت دانسته‌اند: نخست در روضهٔ نبوی میان قبر و منبر پیامبر، دوم در خانهٔ خود فاطمه زهرا که اکنون در مسجد قرار گرفته‌است؛ و سوم در قبرستان بقیع.

## وفات یا شهادت
ابن شهر آشوب مازندرانی در کتاب مناقب آل ابی طالب از کلمه وفات برای تاریخ درگذشت فاطمه استفاده می‌کند. از نظر نویسندگان شیعه این مسئله منافاتی با اعتقاد ابن شهر آشوب مبنی بر به قتل رسیدن و شهادت فاطمه ندارد؛ زیرا به گفته آن‌ها ابن شهر آشوب برای تاریخ به قتل رسیدن علی ابن ابی طالب هم از کلمه وفات استفاده نموده‌است. علاوه بر این آن‌ها به این مسئله اشاره می‌کنند که ابن شهر آشوب در جایی از کتابش به قتل حسن مجتبی در اثر مسموم شدن اشاره کرده و در جایی دیگر از کلمه وفات برای وی استفاده نموده‌است.

## در منابع
بگفتهٔ قول غالب، مرگ او در آرامش بود. او خودش را با کمک همسرش شستشو می‌دهد و در آرامش به استقبال مرگ می‌رود. اما این در تضاد با روایتی است که در منابعی مانند یعقوبی آمده‌است. این منابع چنین می‌گویند که زنان قریش و همسران محمد به دیدن فاطمه می‌آیند. اما فاطمه به اسما بیوه جعفر ابن ابی طالب، می‌گوید که از ورود آنان جلوگیری کنند؛ زیرا فاطمه در وضع بسیار بدی بود و در اثر بیماری بسیار نحیف شده بود. به مانند سایر اتفاقات زندگی خصوصی فاطمه، درگذشت او نیز در هاله‌ای از ابهام است. به گفته دانشنامهٔ اسلام اکثریت منابع اولیه تدفین فاطمه را شبانه، مخفی و بدون حضور ابوبکر و عمر می‌دانند. اما نقل قول‌هایی نیز وجود دارد که ابوبکر در مراسم تدفین حضور داشته و نماز میت را او بر فاطمه خوانده‌است. تقریباً تمام منابع موافق هستند که فاطمه در قبرستان بقیع دفن شده‌است و به نوشته دانشنامهٔ اسلامی بعضی منابع محل قبر را نیز مشخص می‌کنند. به نوشته این منابع محل دفن فاطمه در کنار مسجد رقیه (نام زنی که مسجد را بنا کرده‌است) در گوشه‌دار عقیل (برادر علی)، به فاصلهٔ هفت ذراع از خیابان است. اما طبق گفته سایر منابع بعد از دفن یا مدتی بعد از آن دیگر محل دفن نامعلوم بود. المسعودی می‌نویسد که مقبره‌ای وجود داشته‌است که در کتیبه موجود در آن مقبره، نام فاطمه و سه نفر دیگر از خاندان علی به عنوان صاحبان مقبره نوشته شده بود (مسعودی تنها کسی است که چنین جزئیاتی را بیان می‌کند). اما المقدسی مقبرهٔ فاطمه را در فهرست مکان‌هایی قرار می‌دهد که در مورد آن اختلاف نظر وجود دارد اما محتمل است که فاطمه «فی الحجره» دفن شده باشد.
به گفتهٔ دنیس صوفی، روایتِ طبری از گفته ابوبکر در بستر مرگ «کاش خانهٔ فاطمه را، اگر هم به قصد جنگ بسته بودند، برنگشوده بودم» به‌طور تلویحی به این معناست که خانه فاطمه ممکن بوده به زور باز شده باشد. وی می‌افزاید احادیثی که بر دخیل بودن فاطمه در رویدادهای پس از درگذشت پیامبر دلالت دارند، با وجود جانبدارانه بودنشان حاوی مقداری حقیقت هستند. به این دلیل که اهل سنّت نتوانستند به‌طور کامل آنچه را که به وضوح برای بازسازی تاریخشان زیان‌آور بود محو کنند: این مسئله که فاطمه با ابو بکر بر سر ضبط خلافت و املاک پیامبر دعوا داشته‌است، اینکه فاطمه هیچ‌گاه او را به خاطر کارهایش نبخشید، و اینکه درگذشت او برای مدتی (احتمالاً به خواست خود فاطمه) مخفی نگاه داشته شد تا مانع سرپرستی ابوبکر از مراسم کفن و دفن فاطمه شود. چیزی که در این مورد کنایه‌آمیز است، این است که این پنجره کوچک به شخصیت فاطمه توسط اهل سنّت نادیده گرفته شده یا کوچک شمرده شده ولی توسط شیعیان بزرگ شده و بیش از اندازه روی آن تأکید شده‌است.

### دیدگاه شیعه
منابع و نویسندگان شیعه مانند روحانیان و مراجعی مانند بروجردی، روحانی، شاهرودی و حسین خراسانی معتقدند که فاطمه در اثر صدمات و جراحات وارده که در حین رویداد خانه فاطمه اتفاق افتاد و منجر به شکستگی پهلو و سقط جنین وی گردید، کشته شده‌است. در عین حال این نویسندگان بر این نظر دارند که فاطمه بین ۷۵ تا ۹۵ روز پس از وفات محمد درگذشته‌است. در مقابل محمدحسین فضل‌الله از مجتهدین و علمای شیعه لبنان در اواخر عمر در سخنرانی در لبنان، رویداد خانه فاطمه زهرا را غیر واقع و صحت آن را مشکوک دانست.
سید جعفر شهیدی، نویسنده شیعه، تهدید به آتش زدن توسط عمر را در رویداد خانه فاطمه تأیید می‌کند. از نظر او با توجه به اینکه شیعیان یا دسته‌های سیاسی موافق آن‌ها در سنین اول هجرت نیرویی نداشته‌اند، جعل روایات مربوط به این رویداد ناممکن می‌نماید. به علاوه او بیان می‌دارد که برخی از این روایات در نوشتارهای مغرب اسلامی (اندلس) هم آمده‌است. اما در مورد اینکه «آیا بازوی دختر پیغمبر را با تازیانه آزرده‌اند»، یا «می‌خواسته‌اند با زور به درون خانه راه یابند و او که پشت در بوده‌است، صدمه دیده» می‌نویسد «در آن گیر و دارها ممکن است چنین حادثه‌هایی رخ داده باشد».
مرتضی مطهری وصیت فاطمه به علی در دفن وی در هنگام شب را سیاستی برای ممانعت از حضور کسانی در مراسم تدفین می‌داند که به گفته مطهّری دشمنان فاطمه بودند:
«علی جان! خودت مرا غسل بده و تجهیز و دفن کن. شب مرا دفن کن، نمی‌خواهم کسانی که به من ظلم کرده‌اند در تشییع جنازه من شرکت کنند.» تاریخ کارش همیشه لوث است. افرادی جنایتی را مرتکب می‌شوند و بعد خودشان در قیافه یک دلسوز ظاهر می‌شوند برای اینکه تاریخ را لوث بکنند، عین کاری که مأمون کرد: امام رضا را شهید می‌کند، بعد خودش بیش از همه مشت به سرش می‌زند و فریاد می‌کند و مرثیه‌سرایی می‌نماید، و لهذا تاریخ را در ابهام باقی گذاشته که عده‌ای نمی‌توانند باور کنند که مأمون بوده‌است که امام رضا را شهید کرده‌است. این لوث تاریخ است. زهرا برای اینکه تاریخ لوث نشود فرمود مرا شب دفن کن. لااقل این علامت استفهام در تاریخ بماند: پیغمبر یک دختر که بیشتر نداشت، چرا باید این یک دختر شبانه دفن بشود و چرا باید قبرش مجهول بماند؟! این بزرگ‌ترین سیاستی است که زهرای مرضیه اعمال کرد که این در را به روی تاریخ باز بگذارد…

#### پیشینه
بسیاری از نویسندگان مشهور شیعه در طول تاریخ به درگیری فیزیکی یا سقط جنین (محسن) در روز رویداد خانه فاطمه معتقد بوده‌اند. از جمله آن‌ها می‌توان به شیخ صدوق (متوفای سال ۳۸۱)، سید مرتضی (متوفای سال ۴۳۶)، شیخ طوسی (متوفای سال ۴۶۰)، علامه حلی (متوفای سال ۷۲۶) و عیاشی (متوفای سال ۳۲۰) اشاره کرد. به شهادت قاضی عبدالجبار نویسنده اهل سنت (متوفای سال ۴۱۵) این اعتقاد شیعیان ناشی از حدیثی منسوب به جعفر صادق است. ابن قولویه (متوفای سال ۳۵۷) در کامل الزیارات حدیثی از جعفر صادق نقل می‌کند که در آن جبرئیل به پیامبر اسلام در مورد آینده اهل بیت وی خبر می‌دهد. در این حدیث از ضرب و شتم فاطمه در حالی که باردار است و سقط جنین و درگذشت او به خاطر جراحت وارده سخن رانده می‌شود.
نویسندگان شیعه همچنین به حدیثی از پیامبر اسلام استناد می‌کنند که در کتاب «فرائد السمطین» نوشته صدرالدین جوینی، فقیه اهل سنّت آمده‌است. در این حدیث پیامبر اسلام با ذکر اوصاف دختر خود فاطمه خبر از آینده وی می‌دهد که در آن «اهانت، وارد خانه اش شده و حرمتش هتک گردیده و حقّش غصب شده و ارثش گرفته شده‌است. پهلویش شکسته و جنینش سقط شده‌است.» در این حدیث از فاطمه با عنوان «مقتول» یاد شده‌است.

#### اختلاف در سرنوشت محسن در متون قدیمی اهل سنت و اتّهام تحریف
در متون تاریخی اهل سنت بعضاً نظرات متفاوتی در مورد چگونگی درگذشت محسن پسر علی آمده‌است. به عنوان مثال ابن صباق مالکی (متوفای سال ۸۵۵) و صفوری شافعی (متوفای سال ۸۹۴) می‌نویسند محسن سقط شده بود. حال آنکه ابن هضم اندلسی (متوفای سال ۴۵۶) و بدخشانی (متوفای سال ۱۱۲۶) معتقد به درگذشت محسن پس از تولد و در شیرخوارگی هستند. به علاوه نویسندگان شیعه به اشاراتی در مورد جزئیات رویداد خانه فاطمه در برخی کتاب‌های قدیمی اهل سنت استناد می‌کنند که از نظر آن‌ها نشان از تغییر و تحریف دارد. به عنوان مثال ابن شهر آشوب مازندرانی (متوفای سال ۵۸۸) در «مناقب آل ابی طالب» و گنجی شافعی (متوفای سال ۶۵۸) در کتاب «کفایه الطالب» از ابن قتیبه دینوری نقل می‌کنند که نام برده در کتاب «المعارف» خود درگذشت محسن را بر اثر سقط شدن و مربوط به ضربه سنگین قنفذ می‌داند. حال آنکه در چاپ‌های امروزی کتاب المعارف دینوری اثری از این موضوع نیست و صرفاً گفته شده محسن در کودکی درگذشته‌است. همچنین ابن ابی الحدید معتزلی (متوفای سال ۶۵۶) در کتاب «شرح نهج البلاغه» به نقل از کتاب «مروج الذّهب» تألیف مسعودی (متوفای سال ۳۴۶) به ماجرای تهدید به آتش زدن خانه فاطمه اشاره می‌کند. اما در برخی چاپ‌های امروزی کتاب مسعودی نام خلیفه دوم به عنوان عامل اصلی حذف شده و ماجرا با صیغه مجهول تعریف شده‌است. به علاوه صفوری شافعی (متوفای سال ۸۹۴) در کتابش به نام «المحاسن المجتمعه فی الخلفا الاربعه» سقط شدن محسن را از کتاب «الاستیعاب» تألیف ابن عبدالبر (متوفای سال ۴۶۳) نقل می‌نماید در حالی که در چاپ‌های فعلی از کتاب الاستیعاب نشانی از آن یافت نمی‌شود.

#### استفاده از واژه وفات به جای شهادت
ابن شهر آشوب مازندرانی در کتاب مناقب آل ابی طالب از کلمه وفات برای تاریخ درگذشت فاطمه استفاده می‌کند. از نظر نویسندگان شیعه این مسئله منافاتی با اعتقاد ابن شهر آشوب مبنی بر به قتل رسیدن و شهادت فاطمه ندارد؛ زیرا به گفته آن‌ها ابن شهر آشوب برای تاریخ به قتل رسیدن علی ابن ابی طالب هم از کلمه وفات استفاده نموده‌است. علاوه بر این آن‌ها به این مسئله اشاره می‌کنند که ابن شهر آشوب در جایی از کتابش به قتل حسن مجتبی در اثر مسموم شدن اشاره کرده و در جایی دیگر از کلمه وفات برای وی استفاده نموده‌است.

#### روابط علی و خلفا[پانویس ۴]
برخی نویسندگان شیعه موارد مشاوره علی با خلفا را نشانه رابطه نزدیک وی با آن‌ها نمی‌دانند. به عنوان مثال با بررسی ۱۰۷ مورد مشاوره علی با ۳ خلیفه قبل از خود به این نتیجه رسیده‌اند که در اکثریت موارد مشاوره با علی پس از رجوع به دیگران صورت گرفته‌است:
«این‌طور نبوده‌است که خلفا از آن حضرت به عنوان مشاور و وزیر دعوت به شرکت در اداره حکومت کنند و آن حضرت نیز بپذیرند و سپس این مطلب نشانی بر موافقت و همدلی حضرت با خلفا دانسته شود. بلکه خلفا … مردم را از تدبیر و درایت امیرالمؤمنین محروم کردند و آن حضرت در انزوای سیاسی و اجتماعی به کشاورزی و حفر چاه مشغول گشتند؛ و اگر گهگاه برای حل مشکلات به سراغ آن حضرت می‌رفتند از این جهت بود که برای بازشدن گره‌ها چاره‌ای جز این نداشتند.»
به علاوه آن‌ها معتقدند ازدواج ام کلثوم با عمر پس از انکارها و اعتذارهای مختلف از جانب علی و با تهدیدهای گوناگون از طرف عمر بدون رضایت قلبی علی و با واسطه عقیل و عباس انجام شده‌است. آن‌ها معتقدند پس از مدتی کوتاه عمر کشته شد و علی دخترش را به منزل خودش برگرداند.

### دیدگاه اهل‌سنت
به گفته عبدالعزیز نعمانی روحانی اهل سنت، «نخستین کسی که به جعل داستان شهادت حضرت فاطمه زهرا پرداخت، ابراهیم ابن سیّار نظام رئیس فرقه نظامیه بود». شهرستانی در ملل و نحل و صفدی در الوافی بالوفیات از نظام چنین نقل می‌کنند که وی معتقد بود «عمر در روز بیعت چنان ضربه‌ای بر شکم فاطمه کوبید که وی جنین را از شکمش فرو انداخت». شهرستانی و صفدی این مطالب را با هدف بی‌اعتبار جلوه دادن نظام نقل می‌کنند.
به اعتقاد این نویسنده اهل تسنن این روایات نتیجه تضاد و رقابتی است که پس از خلفای راشدین میان امویان و هاشمیان پدید آمده‌است، «وگرنه فاطمه و علی با ایمان تر، منزه تر و خردمند تر از آن بوده‌اند که بر خلاف مصالح مسلمانان به پا خیزند و عمر بزرگ‌تر و خویشتن دار تر از آن بود که به سوزاندن خانه فاطمه دست یازد». این نویسندگان با اشاره به ازدواج عمر و ام کلثوم و ارائه مشاوره‌های علی به خلفا معتقد به وجود صمیمیت بین آن‌ها هستند.